# Pseuderimerus luteolus
Pseuderimerus luteolus är en stekelart som beskrevs av Zerova och Seregina 1990. Pseuderimerus luteolus ingår i släktet Pseuderimerus och familjen gallglanssteklar.
Artens utbredningsområde är Tadzjikistan. Inga underarter finns listade i Catalogue of Life.